# Paroisse rurale d'Helsinki
La Paroisse rurale d’Helsinki (en finnois : Helsingin pitäjän kirkonkylä, en suédois : Helsinge kyrkoby) est un quartier de Vantaa en Finlande.

## Histoire
Le quartier porte le nom du village rural d’Helsinki ou paroisse rurale d'Helsinki qui fut très important avant l’établissement de la ville d’Helsinki à son endroit actuel.

Le village a alors pour centre une église médiévale l'Église Saint-Laurent de Vantaa appelée aussi l'église de la paroisse du village d’Helsinki.
Les premiers habitants permanents de Vantaa arrivent aux XIe et XIIe siècles alors que les migrants venus de Suède ayant pris possession du nord du Vantaanjoki trouvent la place bien adaptée et s’installent à l'endroit où sera bâti le village.

Le village est à un endroit où confluent le Vantaanjoki et la Keravanjoki et s'écoulent vers la mer.

Le village a des rapides et un moulin.
Le village se développe comme nœud de communication aquatique et terrestre sur la route royale menant de Turku à Viipuri et sur la route d'Helsinki à Hämeenlinna. L'église Saint-Laurent est terminée en 1460, et quelques décennies plus tard le village reçoit son nom actuel.

Le village est le centre le plus important du Keski-Uusimaa jusqu'à la fondation de la ville d’Helsinki en 1550. Et même Helsinki ne pourra immédiatement déstabiliser le village à cause de la position centrale de ce dernier.

## Galerie

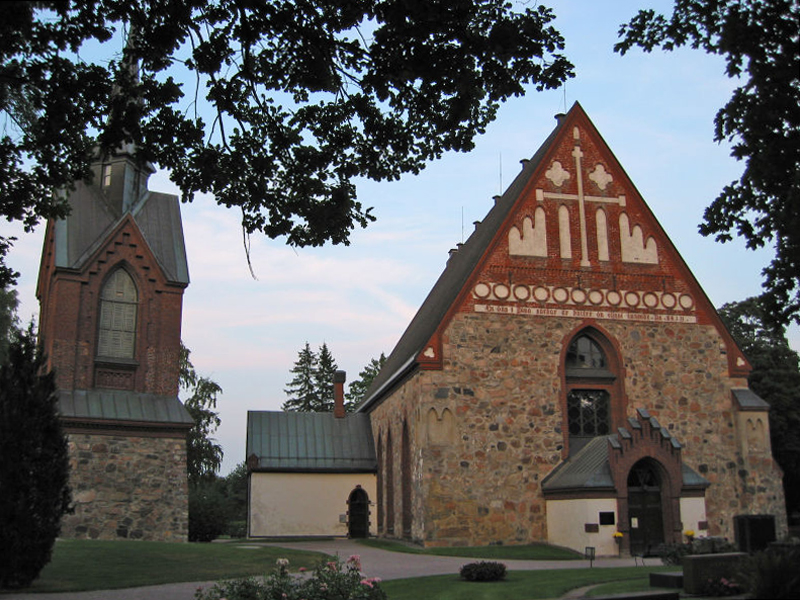
L'Église Saint-Laurent de Vantaa.
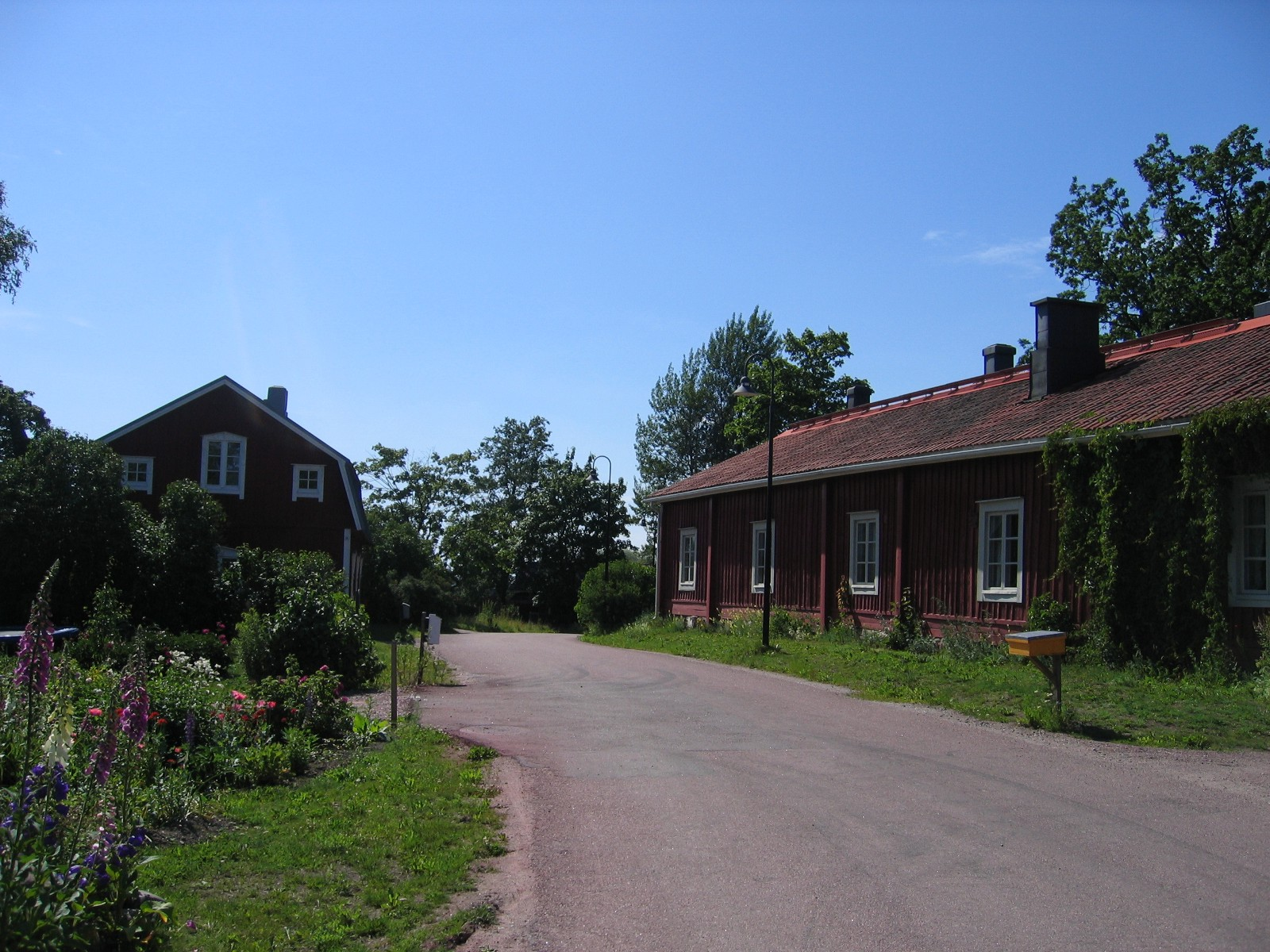
Chemin traversant le village.